# Jean-Philippe-Gaspard Camet de La Bonnardière
Pour les articles homonymes, voir Camet.
Jean-Philippe-Gabriel, baron Camet de La Bonnardière (1er mai 1769, Saint-Pierre - 19 octobre 1842, Paris), est un homme politique français.

## Biographie
Conseiller au Châtelet de Paris en 1789, il rentra dans la vie privée à la suppression de sa compagnie en 1791, et se tint à l'écart durant la période révolutionnaire. 
Maire du 11e arrondissement de Paris le 25 nivôse an XI, il reçut la croix de la Légion d'honneur le 25 prairial an XII, et fut nommé, en l'an XIII, membre du bureau des hospices et de l'administration de l'École de droit. Il fut encore administrateur du Mont-de-piété en 1807. 
La Restauration ne lui tint pas rigueur : Louis XVIII le fit officier de la Légion d'honneur, le 2 août 1814, et ce fut comme royaliste, de nuance très accentuée, qu'il devint, le 22 août 1815 député de la Seine, au collège de département. Il opina à la Chambre introuvable avec la majorité. 
Maître des requêtes au Conseil d'État le 2 janvier 1816, et baron, il reprit après la session parlementaire ses travaux administratifs, et fut confirmé par le roi dans ses fonctions de maire, qu'il garda jusqu'en 1822.
Marié à Adélaïde-Marie du Tremblay de Saint-Yon, petite-fille du baron Antoine-Pierre du Tremblay de Saint-Yon, il est le grand-père d'Arthur Harouard de Suarez d'Aulan.

## Sources
- « Jean-Philippe-Gaspard Camet de La Bonnardière », dans Adolphe Robert et Gaston Cougny, Dictionnaire des parlementaires français, Edgar Bourloton, 1889-1891 [détail de l’édition]